# Melectoides cockerelli
Melectoides cockerelli är en biart som först beskrevs av Jörgensen 1912.  Melectoides cockerelli ingår i släktet Melectoides och familjen långtungebin. Inga underarter finns listade i Catalogue of Life.